# Брулетова Любов Олександрівна
Любов Олександрівна Брулетова (рос. Любовь Александровна Брулетова; нар. 17 вересня 1973, Іваново, СРСР) —  російська дзюдоїстка та самбістка, срібна призерка Олімпійських ігор 2000 року, чемпіонка Європи, призерка чемпіонатів Європи, чемпіонка світу з самбо.

## Біографія
Любов Брулетова народилася 17 вересня 1973 року в місті Іваново.
Першого вагомого результату добилася у 1999 році, коли стала бронзовою призеркою чемпіонату Європи. Найуспішніший сезон Брулетова провела у 2000 році. Спершу її вдалося стати срібною призеркою чемпіонату Європи, а пізніше також виграти срібну медаль Олімпійських ігор. Олімпійський турнір спортсменка розпочала із трьох перемог: над Вікторією Данн, Амаріліс Савон та Анною-Марією Граданте, завдяки чому вийшла у фінал, де поступилася титулованій японській дзюдоїстці Рьоко Тані. 
Залишалася у складі збірної протягом наступного олімпійського циклу. За цей період зуміла стати чемпіонкою Європи у 2003 році. Представила Росію на Олімпійських іграх 2004 року. Після стартової перемоги над спортсменкою із Буркіна-Фасо, Брулетова поступилася полячці Анні-Землі Караєвській, та завершила змагання.
Любов Брулетова провела також успішну кар'єру в самбо. У 2001 році вона виграла домашній чемпіонат світу, а у 1997 році була срібною призеркою чемпіонату світу.
Випускниця Сибірського державного університету фізичної культури та спорту. Після завершення кар'єри почала тренерську роботу.

## Виступи на Олімпіадах
| Олімпіада   | Дисципліна | Місце |
| ----------- | ---------- | ----- |
| Сідней 2000 | до 48 кг   | 2     |
| Афіни 2004  | до 48 кг   | AC    |